# Квяткувек (Лодзинське воєводство)
Квяткувек (пол. Kwiatkówek) — село в Польщі, у гміні Ґура-Свентей-Малґожати Ленчицького повіту Лодзинського воєводства.
Населення — 124 особи (2011).
У 1975-1998 роках село належало до Плоцького воєводства.

## Демографія
Демографічна структура станом на 31 березня 2011 року:
|          | Загалом | Допрацездатний вік | Працездатний вік | Постпрацездатний вік |
| -------- | ------- | ------------------ | ---------------- | -------------------- |
| Чоловіки | 68      | 19                 | 39               | 10                   |
| Жінки    | 56      | 8                  | 37               | 11                   |
| Разом    | 124     | 27                 | 76               | 21                   |